# Grimme (Zerbst)
Grimme ist ein Ortsteil der gleichnamigen Ortschaft der Stadt Zerbst/Anhalt im Landkreis Anhalt-Bitterfeld in Sachsen-Anhalt, Deutschland.

## Geografie
Das Dorf Grimme liegt im Quellgebiet des mittleren Nuthearmes nahe der Landesgrenze zu Brandenburg. Die Stadt Zerbst/Anhalt ist 14 Kilometer, die Stadt Dessau-Roßlau circa 22 Kilometer entfernt. Das Gelände der ausgedehnten Waldgebiete östlich von Grimme erreicht in den Gorrenbergen 173 m ü. NHN.
Der Grimmer Nachbarort Dobritz liegt an der L 57, die von Zerbst/Anhalt nach Wiesenburg/Mark in Brandenburg führt. Der Nachbarort Nedlitz liegt an der Bundesstraße 246. In Zerbst bestehen Bahnanschlüsse nach Magdeburg und Dessau-Roßlau.
Zum Ortsteil Grimme gehört der Wohnplatz Golmenglin.

## Geschichte
Nördlich von Grimme, an der Reudener Straße, befand sich das Komplexlager 25 der Nationalen Volksarmee. Heute befindet sich auf dem Gelände ein Geflügelzuchtbetrieb der PHW-Gruppe.
Am 1. Januar 2010 wurde Grimme nach Zerbst/Anhalt eingemeindet.

## Politik

### Ortschaftsrat
Als Ortschaft der Stadt Zerbst/Anhalt übernimmt ein so genannter Ortschaftsrat die Wahrnehmung der speziellen Interessen des Ortes innerhalb bzw. gegenüber den Stadtgremien. Er wird aus fünf Mitgliedern gebildet.

### Bürgermeister
Die letzte Bürgermeisterin der Gemeinde war Elke Böttge.
Als weiteres ortsgebundenes Organ fungiert der Ortsbürgermeister, dieses Amt wird zur Zeit von Robert Lange wahrgenommen.

### Wappen
| | Blasonierung: „Gespalten von Rot und Gold; vorn am Spalt ein silberner Adler mit goldener Bewehrung, hinten pfahlweise zwei aufrechte grüne Eicheln.“ |
| Wappenbegründung: Die Farben des Ortes sind Grün - Gelb (Gold). Das Dorf wurde erstmals 1326 als Burgort, unter dem Namen Grymme, der dem Grafen von Lindau gehörte, erwähnt. Vor 1945 ernährte sich die Mehrzahl der Einwohner von der Waldarbeit und betrieb nebenher noch eine kleine Landwirtschaft. Seit Ende des Zweiten Weltkrieges wurde die Entwicklung des Ortes durch die Weiterentwicklung der Land- und Forstwirtschaft geprägt. In der Mitte des Dorfes befindet sich eine unter Denkmalschutz stehende alte Wehrkirche. Der Turm wurde aus Feldsteinen gebaut, oberhalb des Turmes befinden sich östlich und westlich Ausspähöffnungen, die der Beobachtung des Feindes gedient haben sollen. Der Adler soll das Symbol für die alte Wehrkirche im Ort sein. Die Eicheln repräsentieren die weitläufigen Waldflächen und weisen besonders auf den Laubwald hin. Das Wappen wurde in der Quedlinburger Wappenrolle unter der Nummer QWR II/89019 registriert. Das Wappen wurde von der Heraldischen Gesellschaft „Schwarzer Löwe“ Leipzig gestaltet, am 13. Februar 1996 durch das Regierungspräsidium Dessau genehmigt und im Landesarchiv Sachsen-Anhalt unter der Wappenrollennummer 13/1996 registriert. | |

## Kirche
Die evangelische St.-Johannes-Kirche ist eine romanische Feldsteinkirche, welche um 1178 errichtet wurde. Sie besteht aus dem westlichen Querriegelturm, dem Kirchenschiff, dem eingezogenen Chor und einer halbrunden Apsis. Das Obergeschoss des Querriegelturms wurde erst 1866 ergänzt. Die Bronzeglocke der Kirche stammt wahrscheinlich aus dem 14. Jahrhundert. Von 1705 bis 1720 wurden das Kirchendach erneuert und umfangreiche Veränderungen an der Kirche vorgenommen. Die Kirchenfenster wurden vergrößert, wobei die früheren romanischen Fensterkonturen erkennbar blieben. Zugleich erhielt die Kirche eine barocke Innenausstattung mit Kirchengestühl, sie tragen noch heute lesbare Namen der damaligen Bürger von Grimme, und einer Kanzel mit gewundenen Säulen und Bildern der Apostel. In dieser Zeit wurde auch die Apsiskalotte mit Fresken ausgemalt, die die Evangelisten und das Jüngste Gericht zeigen. Der Altaraufsatz stammt aus dem Jahr 1718. An der Wand des Altarraumes sind Grabplatten aus den Jahren 1587 und 1609 angebracht. Im Chorraum befindet sich ein Epitaph aus dem 17. Jahrhundert für Wolf Adam von Wallwitz. Die Chorfenster zeigen Martin Luther (ohne Antlitz) und Philipp Melanchthon. Die zwei Rittersteine genannten Steine im Eingangsbereich wurden vermutlich zur symbolischen Abstumpfung der Waffen der ansässigen Ritter genutzt, da in der Kirche das Tragen von Waffen verboten war. Die Orgel der Kirche ist nicht nutzbar, vermutlich nach einem nicht fachgerechten Umbau zwischen 1928 und 1930. Die Kirche wurde 1933 und 1938 renoviert. 1958 wurde die Westseite des Turms, nach einem Teileinsturz, neu errichtet. 2018 wurden in die Apsis drei Bleiglasfenster des Glasmalers Hubert Spierling eingesetzt.